# Poison (musikgrupp)
Poison är ett amerikanskt glamrock/heavy metal-band som cirkulerar kring sångaren och låtskrivaren Bret Michaels.
I musikkretsar ser man ofta Poison som Mötley Crües poppiga kusin, soundet är lättare och gladare än många samtidens hårdrockband och de flesta av bandets hits har varit sorglösa partylåtar. Kända sånger är bland andra "Every Rose Has It's Thorn", "Talk Dirty To Me", "Unskinny Bop", "Nothin' But a Good Time" och "I Won't Forget You".

## Biografi

### 80-talet: lyckan i LA
Poison föddes i Harrisburg, USA år 1983, då som bandet Paris. Paris bestod av Bret Michaels (Bret Sychalk) på sång, och Rikki Rockett (Richard Ream) på trummor. De hade båda tidigare spelat i The Spectres. De rekryterade basisten Bobby Dall (Kuykendall) och gitarristen Matt "Ko Ko" Smith. Bandet bytte 1984 namn till Poison och spelade in en demosingel. Demon hördes av producenten och managern Kim Fowley, som övertalade bandet att flytta till Los Angeles. Bandet satte sig genast ner i studion för att spela in sitt debutalbum. Men riktigt i en handvändning sköt inte Poison i höjden. Snart uppstod problem mellan Fowley och bandet och projektet lades ner. I drömstaden väckte de genast uppmärksamhet på klubbscenen med sina extremt androgyna kläder, pudervippor och eye-liners. Till den grad att Atlantic Records var intresserade av en demo. Men också den här gången fick Poison se sitt debutalbum rinna ut i sanden. Atlantic tackade nej.
Men med hjälp av managern Vicky Hamilton fortsatte bandet att spela gigs, ända tills nästa bakslag kom i form av Smiths första barn. Han beslöt att lämna det misslyckade rockstjärnelivet bakom sig och flytta tillbaks till Harrisburg med sin flickvän. Nu behövde bandet en ny gitarrist och man hittade efter en lång tids sökande en engelsk planksvingare vid namn Slash. Slash tackade ändå nej till erbjudandet i sista minuten och gick i stället vidare med att spela gitarr för Guns N' Roses, som låg i startgroparna vid samma tid. I stället blev det C.C. DeVille (Bruce Johanson) från St James, Kid Rocker och Screaming Mimis som fick fylla igen hålet.
Med den här uppsättningen började bandet 1986 skruva på en första skiva. Look What The Cat Dragged In spelades in på futtiga 12 dagar för endast 23 000 dollar. Men det räckte, skivan sålde 2 miljoner kopior, nådde upp till tredje plats på USA:s topplista och gav Poison tre radiohits, däribland klassikern Talk Dirty To Me.
Poisons kurva fortsatte att peka uppåt med skivan Open Up And Say... Aah! som 1988 sålde över 5 miljoner exemplar och i dag har passerat 8-miljonersstrecket. På skivan (som nu var producerad med lite mer tid och pengar) fanns bland annat hitsen Nothin' But A Good Time och Poisons mest sålda singel någonsin, Balladen Every Rose Has Its Thorn. Efter skivsläppet turnerade bandet med David Lee Roth startade senare på en egen turné med Lita Ford och Britny Fox som uppvärmare.

### 90-talet: kontroverser och problem

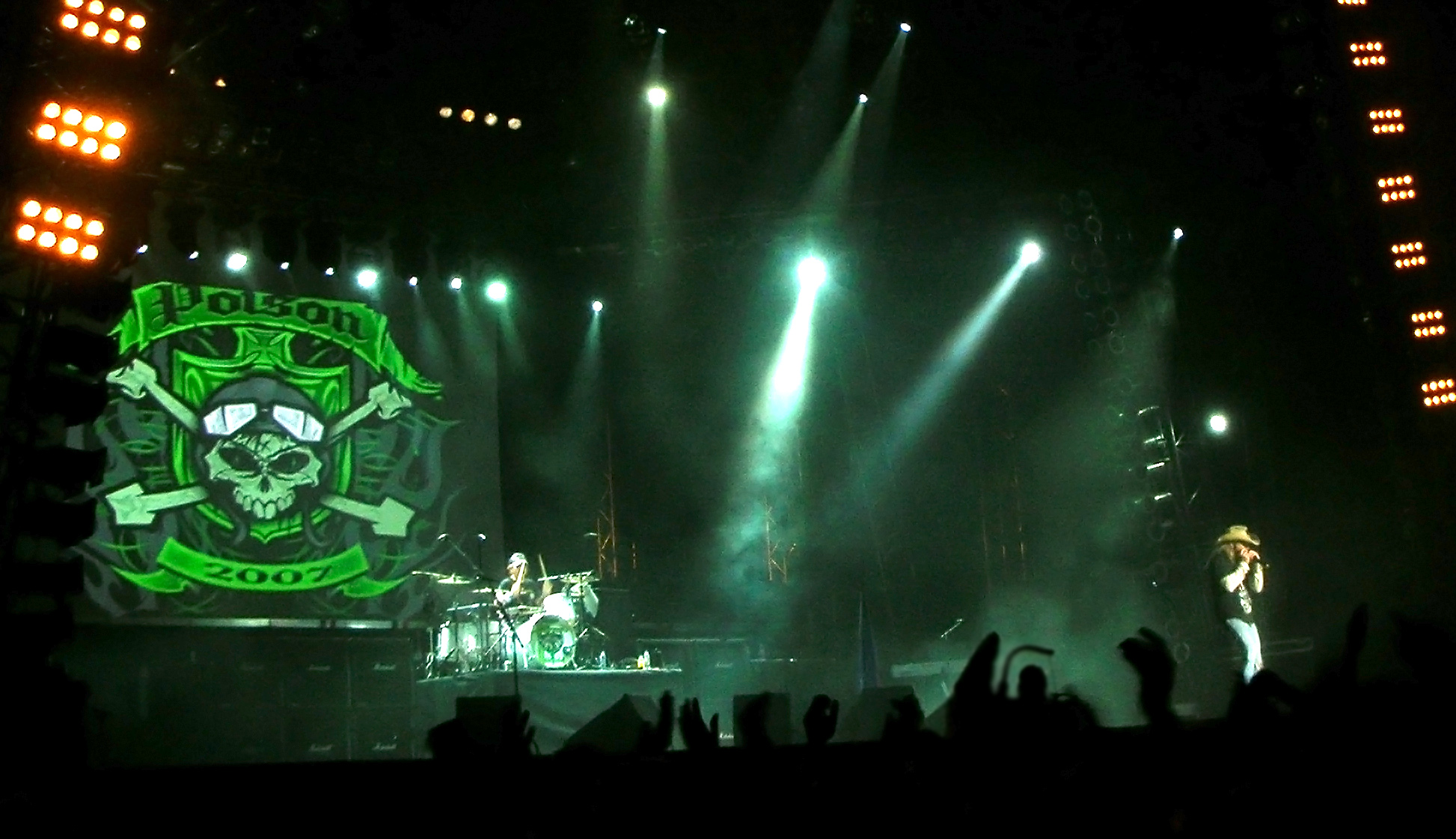
Poison uppträder på Sweden Rock Festival, 2008.

Bandet steg in i 90-talet med mindre make-up, men det hindrade inte skivan Flesh & Blood från 1990 att stiga upp till nr 2 i USA, spränga 4-miljonersstrecket och sälja platinum både i Chile och Australien. Tre singlar sålde guld: balladen Something To Believe In, Ride The Wind och den enigmatiskt döpta Unskinny Bop. Det har spekulerats mycket i vad titeln (och refrängen) Unskinny Bop egentligen betyder. DeVille har senare förklarat att det han i själva verket bara använde orden som utfyllnad när han spelade in sin demo och att producenten gillade dem så mycket att de fick stanna kvar. 1990-91 gav sig bandet ut på en världsturné och släppte liveskivan Swallow This Live.
Runt samma tid började också mörka moln synas på himlen. Deville och Dall hade drogproblem och 1991 var bandet tvungna att avboka många konserter då de satt på avvänjning. DeVille började intressera sig allt mer för andra projekt och Dall bröt sina fingrar i en bildörr. Vid samma tid som livealbumet kom ut på butikshyllorna, meddelade DeVille att han tänkte hoppa av för att satsa på sitt jazzband, The C.C. DeVille Experience.
Efter en tids tystnad meddelade bandet att dess nya gitarrist var gitarrvirtuosen Richie Kotzen. Kotzen hade en tydlig effekt på bandet som syntes på nästa skiva Native Tongue (1993). Poison hade nu övergett partypolemiken och många av låtarna koncentrerade sig på mer seriösa ämnen. Skivan fick ett relativt varmt mottagande, men nådde i försäljning inte upp till de tidigare succéerna. Bandet revs igen sönder av inre stridigheter, då det kom fram att Kotzen hade ett romantiskt förhållande med trummisen Rikki Rockets förlovade, Deanna Eve. Kotzen sparkades och in togs i stället den unga Blues Saraceno.
Med hjälp av Saraceno började bandet 1994 spela in sin nästa skiva Crack A Smile, men inspelningarna fick ett abrupt avbrott då Michaels var med om en bilolycka och bröt näsan och käken samt några revben och fingrar. Dessutom slog han ut fyra tänder. 1995, när inspelningen av albumet skulle fortsätta, var skivbolagets intresse för en ny glamskiva lika med noll och de ville hellre se att Poison skulle ge ut en samlingsskiva med gamla hits. Så gjordes och skivan sålde platina då den kom ut 1996 utan en turné och med mycket litet hjälp från bolagets sida. Greatest Hits-turnén fick vänta på sig ända tills 1999, då DeVille och Michaels hade lyckats sätta sitt gamla groll bakom sig och gitarristen återvänt till bandet.

### 2000-talet
År 2000 gavs skivan Crack A Smile ut och signalerade att Poison återvänt till det de är bäst på, högljudd partymusik. Samma år släpptes också skivan Power to the People, varav hälften var nytt material och hälften liveinspelningar. 2002 kom skivan Hollyweird ut, och mottagandet var blandat. 2006 gav de ut samlingsskivan 20 Years of Rock och planerar som bäst en jubileumsturné.

## Medlemmar
Nuvarande medlemmar
- Bret Michaels – sång, rytmgitarr, akustisk gitarr, altsaxofon, munspel, slagverk, bakgrundssång (1983– )
- Bobby Dall – basgitarr, dobro, keyboard, piano, bakgrundssång (1983– )
- Rikki Rocket – trummor, slagverk, sång (1983– )
- C.C. DeVille – sologitarr, sång (1985–1991, 1996– )

Tidigare medlemmar
- Matt Smith – sologitarr, bakgrundssång (1983–1985)
- Richie Kotzen – sologitarr, keyboard, piano, mandolin, dobro, bakgrundssång (1991–1993)
- Blues Saraceno – sologitarr, keyboard, piano, bakgrundssång (1993–1996)

Turnerande musiker
- Will Doughty – keyboard, bakgrundssång (2007– )
- Mark Konrad – keyboard (1990–1991)
- Rick Marty – sologitarr, bakgrundssång (1991)
- Stu Simone – keyboard, keytar, synthesizer, programmering, bakgrundssång (1999–2000)
- Tracii Guns – sologitarr, bakgrundssång (2000)
- John Purdell – keyboard, bakgrundssång (2002)
- Bobby "Tango" Gibb – trummor, slagverk (2009, 2012)
- Fred Coury – trummor, slagverk (2009)
- Phil Collen – basgitarr, bakgrundssång (2009)
- Hugh McDonald – basgitarr, bakgrundssång (2009)
- Eric Brittingham – basgitarr, bakgrundssång (2009)

## Diskografi
Studioalbum
- 1986 – Look What the Cat Dragged In
- 1988 – Open Up and Say...Ahh! med Love on the Rocks
- 1990 – Flesh & Blood
- 1993 – Native Tongue
- 2000 – Crack a Smile...and More!
- 2002 – Hollyweird
- 2007 – Poison'd

Livealbum
- 1991 – Swallow This
- 2000 – Power to the People
- 2006 – Great Big Hits Live! Bootleg
- 2008 – Live, Raw & Uncut
- 2000 – Seven Days Live

Singlar (topp 50 på Billboard Hot 100)
- 1987 – "Talk Dirty to Me" (#9)
- 1987 – "I Want Action" (#50)
- 1987 – "I Won't Forget You" (#13)
- 1988 – "Nothin' but a Good Time" (#6)
- 1988 – "Fallen Angel" (#12)
- 1988 – "Every Rose Has Its Thorn" (#1)
- 1989 – "Your Mama Don't Dance" (#10)
- 1990 – "Unskinny Bop" (#3)
- 1990 – "Something to Believe In" (#4)
- 1990 – "Ride the Wind" (#38)
- 1991 – "Life Goes On" (#35)
- 1993 – "Stand" (#50)

Samlingsalbum
- 1996 – Poison's Greatest Hits: 1986-1996
- 2000 – In Store Play Sampler
- 2003 – Best of Ballads & Blues
- 2006 – 20th Anniversary
- 2006 – The Best of Poison: 20 Years of Rock
- 2008 – Collector's Edition
- 2009 – 10 Great Songs
- 2010 – Nothin' but a Good Time: The Poison Collection
- 2011 – Double Dose: Ultimate Hits